# Валлеп'єтра
Валлеп'єтра (італ. Vallepietra) — муніципалітет в Італії, у регіоні Лаціо,  метрополійне місто Рим-Столиця.
Валлеп'єтра розташований на відстані близько 65 км на схід від Рима.
Населення — 294 особи (2014).
Щорічний фестиваль відбувається 25 липня. Покровитель — san Cristoforo.

## Демографія

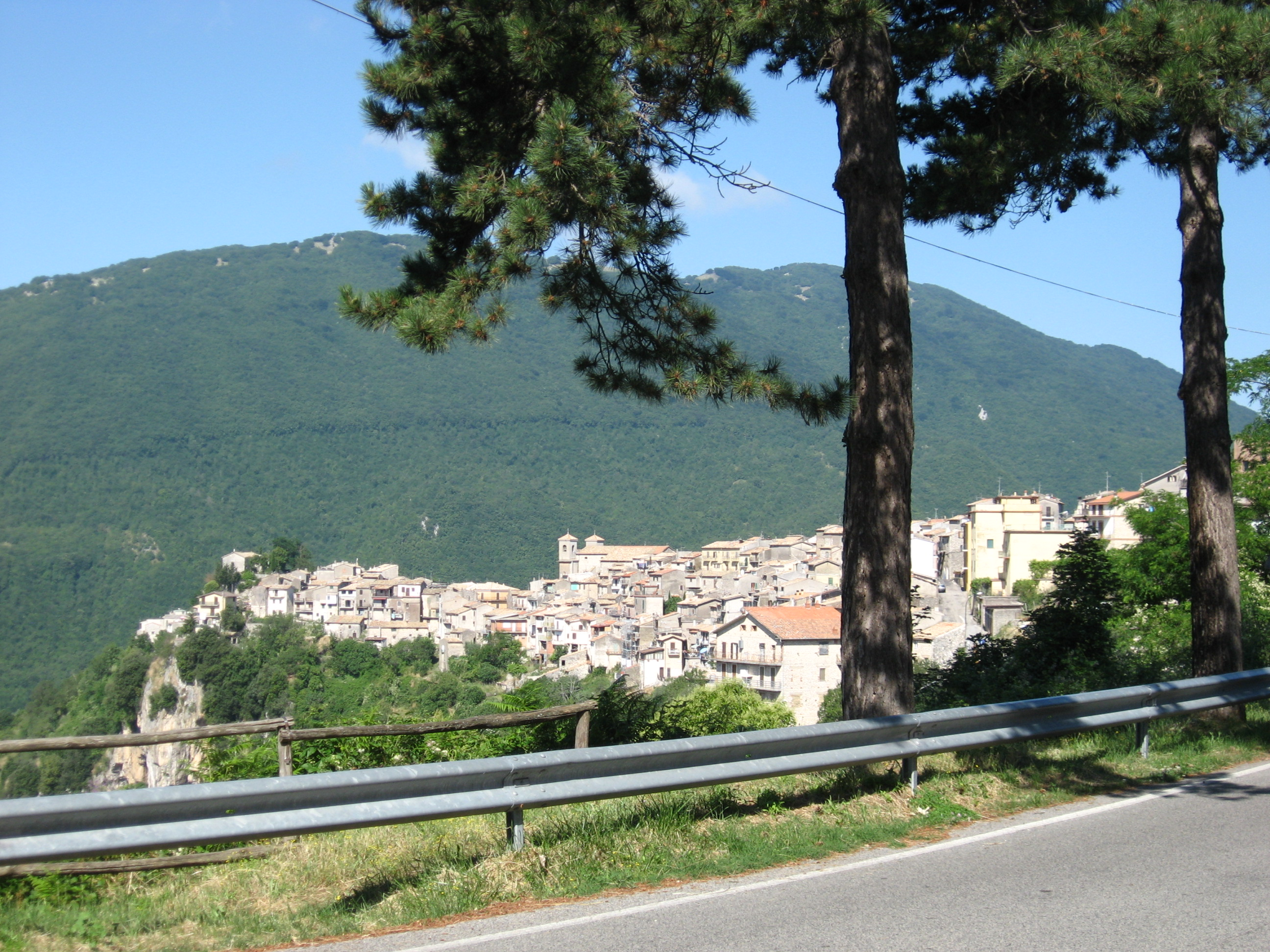
Vallepietra II

Населення за роками:

Станом на 1 січня 2023 року в муніципалітеті офіційно проживало 8 іноземців з 2 країн, серед них 8 громадян країн Євросоюзу.

## Сусідні муніципалітети
- Камерата-Нуова
- Каппадоча
- Філеттіно
- Єнне
- Суб'яко
- Треві-нель-Лаціо